# Speeddejtning

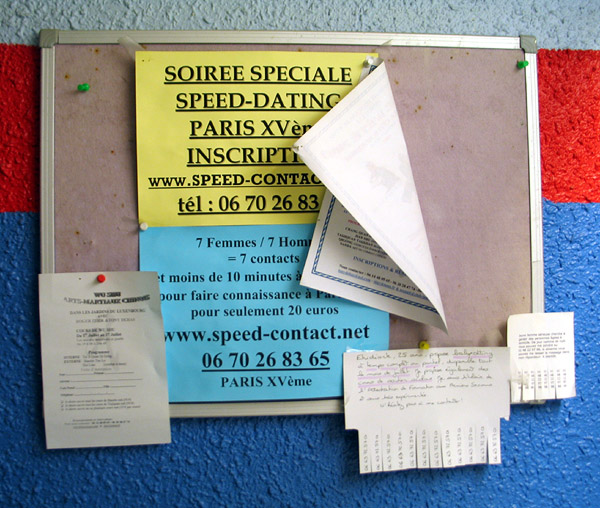
Ett anslag för speeddejtning i Paris.

Speeddejtning, av engelskans speed dating, är en variant av dejtning. Den arrangeras i större grupp, där diskussionsparen byts ut efter en kort stund.

## Arrangemang
En speeddejt arrangeras genom ett antal personer delas upp två och två. De konverserar i paren under en kort stund (oftast några minuter), för att sedan i en ny konstellation samtala två och två. Målet är att söka en partner för ett förhållande. 
Speeddejtning kan vara seriöst och anordnas då av företag som specialiserats på detta. Det kan också ske i privata och lättsamma sammanhang, ungefär som en festlek.

## Forskning om speeddejtning
Det har gjorts ett flertal studier om speeddejtning.
Enligt en studie vid University of Pennsylvania 2005 gör de flesta människor sina val redan under mötets tre första sekunder. Faktorer som religion, tidigare äktenskap och rökvanor spelade enligt undersökningen en mindre roll än förväntat.